# 野口源三郎
野口 源三郎（のぐち げんざぶろう、1888年（明治21年）8月24日 - 1967年（昭和42年）3月16日）は、日本の陸上競技選手・指導者、体育学者。東京教育大学・東京高等師範学校・埼玉大学名誉教授。埼玉県榛沢郡横瀬村（現・深谷市）の出身であり、埼玉県初のオリンピック選手である。
選手としては十種競技を専門とし、第3回極東選手権競技大会で優勝、アントワープオリンピックに日本選手団の主将として出場し、12位という成績を収めている。指導者としては洋書を片手に指導を開始し、日本に最新の陸上競技の知識と技能を伝え、東京文理科大学陸上競技部では部長として日本学生陸上競技対校選手権大会で部を6度の優勝に導いた。体育学者としては陸上競技や学校体育の向上に尽力し、研究成果を本や論文として即座に発表して選手に還元した。これらの功績から「日本における近代陸上競技の父」と称される。

## 生涯

### 生誕から小学校教師へ（1888-1911）
1888年（明治21年）8月24日、父・丸橋栄三郎、母・丸橋筆子の長男として、埼玉県榛沢郡横瀬村（現・深谷市横瀬）で生まれる。しかし生後100日にして母・筆子が病死したため、2歳で母の郷里・大里郡岡部村宿根（現・深谷市宿根）の親戚・野口八十郎の養子となる。
1895年（明治28年）、岡部尋常小学校（現・深谷市立岡部小学校）に入学する。当時の岡部小は岡部忠澄の菩提寺である普済寺を校舎としており、1学年1組の小規模校であった。低学年は童謡「金太郎」を歌いながらのお遊戯、高学年は「美容術」と呼ばれる徒手体操や亜鈴体操といった体育の授業が行われた。野口の小学校入学時はちょうど日清戦争終結と重なり、凱旋した高崎連隊区の兵隊を英雄として迎え入れる風潮があり、自由時間には上級生が下級生を従えて隊列を作り、竹製の鉄砲を構えて軍歌を歌いながら行進する軍隊ごっこが行われていた。野口少年は「競馬会」と称する近隣の村々から集まった子供たちによるかけっこで何度も勝利し、夏には近くの池で水泳を楽しんだ。最終学年の4年生の時、同級生がいたずらをして教室からつまみ出される際、教師が児童の耳を引っ張ったことに野口は憤慨し、抗議するも聞き入れらなかったため、友人らを引き連れて翌日から深谷尋常小学校（現・深谷市立深谷小学校）へ転校した。事情を聴いた深谷小の教師は野口らを教室に迎え入れ、無事に深谷小を卒業する。
1899年（明治32年）、深谷高等小学校（現・深谷市立深谷小学校）に進学する。深谷小では「美容術」と呼ばれる徒手・亜鈴・棍棒体操と兵式体操を経験した。野口少年は引き続き競馬会に出場したほか、冬には陣取りをして遊び、球竿を使って幅跳びや高跳びをしていた。この頃、剣術ごっこを始め、淡い初恋を経験している。1903年（明治36年）、深谷小を卒業し、1年間代用教員を務め、埼玉県師範学校（現・埼玉大学）附設乙種講習科へ進学、半年で卒業して准訓導の資格を取得、准訓導として半年間教壇に立った。
1905年（明治38年）4月、埼玉県師範学校（埼玉師範）一部に入学した。同年5月に東京へ出かけ愛宕山に登り、生まれて初めて海を見た。野口が入学した頃、世間では日露戦争が終盤を迎え、埼玉師範でも尚武・勤倹の風潮があり、近くの無縁墓で肝試しが行われた。全寮制で上下関係が徹底していたことから、新入生は上級生の部屋の掃除、給茶、靴磨きなどをさせられ、廊下の中央を歩いていたというだけで鉄拳制裁を受けるような厳しい寮生活であった。そこで野口は下級生時代に「SH会」と名付けた友人有志で休日に寮から抜け出し、東京に出かけ正則英語学校（現・正則学園高等学校）で語学の勉強をしていた。1年生の夏休みにはSH会の仲間で「鍛錬旅行」と称して埼玉から徒歩で富士登山に出かけたが、極端な貧乏旅行であったため帰り着いて入浴している最中に貧血で倒れている。スポーツの面では、剣道・テニス・水泳・野球などに取り組み、特に剣道とテニスには自信を持っていた。剣道では3・4年生の頃に大将を務め、大日本武徳会主催の全国大会に出場し、5位に入賞している。テニスでも3・4年生の頃に大将であり、関東レベルの大会で優勝を経験した。当時はまだ本格的に取り組んでいなかった陸上競技においても、埼師運動会で出場した各種目で1位を獲得するなど活躍した。1909年（明治42年）3月に同校を卒業した。
1909年（明治42年）4月より母校の岡部尋常高等小学校訓導となり、現地の青年団長も務めた。岡部小ではこの頃、校長を中心に校舎の全面改築を進めていたが、完成間近にして校長が交代させられ、新しく赴任した校長は村長の親戚筋であった。このことに割り切れない思いを抱いていた野口は、新校長が連合青年団を結成し、規約を定め、その発会式を開いたところで「既存青年団の特徴を生かしてほしい」と提案した。式に参加していた青年らは野口に賛成し会場が騒然となったため、臨時休憩が宣言されると青年は全員帰ってしまい、式は流会となった。青年の帰宅を野口は全く予期していなかったが、「野口が青年を扇動したのではないか」と疑いをかけられ、県の視学らから詰問された。結局、野口は無罪放免となったが、この事件を契機に校長は退職した。事件は中央新聞地方版に掲載され、多くの人に知られることとなり、野口は周囲の人から心配され、野口自身埼玉を離れたいと思うようになった。

### 陸上競技との出会い（1911-1915）

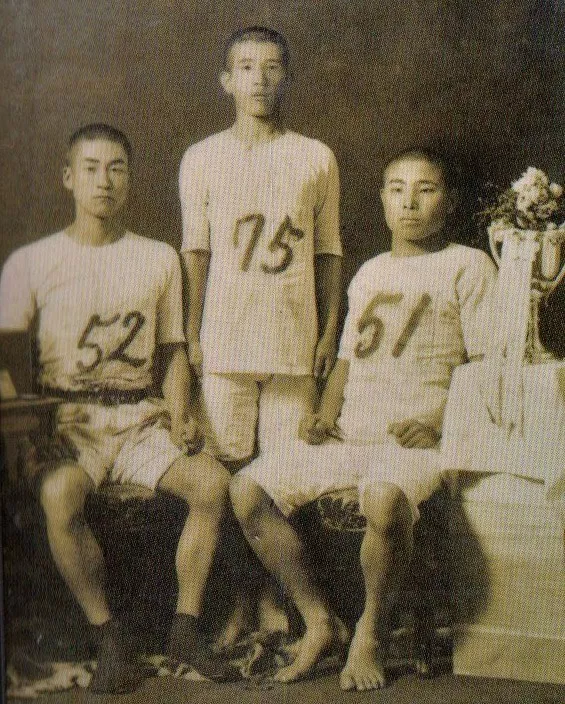
国際オリムピック大会選手予選会で完走した東京高師の3選手
52番を付けているのが野口（23歳）。51番は優勝した金栗四三、75番は5位入賞の橋本三郎。

その後、野口を心配した埼玉師範の教師の勧めで、東京高等師範学校（東京高師、現・筑波大学）の補欠募集を見て応募し、1911年（明治44年）4月、文科兼修（地理歴史）体操専修科に進学する。スポーツの腕前に自信があったことと、体育だけでなく文科（地理歴史）を兼修できることが決め手となった。兼修とは言え、地理歴史の専修生と同じ授業・同じ試験を受ける必要があり、体育の方でも柔道・剣道ともに最低2段にならねばならないという厳しいものであったことから、24人いた同期が卒業時には12人に半減した。入学してすぐに春の校内長距離競走で1学年先輩の金栗四三と競り合うも、ゴールの手前でレースを中断したため6位となり、同年10月6日の秋の校内長距離競走では金栗に次ぎ2位となった。こうした活躍が校長の嘉納治五郎の目に留まり、羽田運動場で開催されるストックホルムオリンピックの予選会への出場を勧められた。11月19日の予選会ではマラソンで4位に入賞したが、日本代表に選ばれたのはこの時優勝した金栗と短距離走の三島弥彦の2名であった。日本代表にはなれなかったものの、これが野口の陸上競技界入りを果たす契機となり、本格的に競技に打ち込むことになった。野口自身は、なぜ金栗・三島がオリンピックで敗北したのか、日本国外のスポーツとはどんなものか、という疑問を持ったことが陸上競技に向かう契機となったと述懐している。
1913年（大正2年）11月1日・2日に陸軍戸山学校で開かれた第1回全国陸上競技大会（後の日本陸上競技選手権大会）には400m継走、走幅跳、棒高跳にエントリーし、棒高跳で7フィート10インチ（2m39）をマークして優勝した。陸上競技以外に剣道にも精を出し、1914年（大正3年）6月には4段に昇段した。また水泳に関しても水府流を習得し初段に列している。
高師時代の野口には経済事情が付きまとい、何度も退学を決意するも、嘉納校長と峰岸舎監の物心両面からの支援に励まされ、無事卒業を果たした。

### プレイングマネージャー時代（1915-1920）

#### 松本中学教師（1915-1918）
1915年（大正4年）3月26日、東京高師を卒業し、中等学校の地理科・歴史科・体操科の教員免許を取得した。そして同年4月1日付で、長野県松本女子師範学校（現・信州大学教育学部）教諭兼訓導と長野県松本中学校（現・長野県松本深志高等学校）教諭を兼務し、長野県松本市に赴任した。赴任を前に丸善へ立ち寄り、偶然にもマイク・マーフィーの“Athletic Training”の原書を入手した。松本女子師範学校での勤務は1916年（大正5年）3月で終わり、以後は松本中単独の教師となる。プライベートでは1917年（大正6年）4月1日に東京府渋谷町（現・東京都渋谷区）出身の生駒豊子と結婚している。
松本中教師としての任務は、体育主任として「学校体操教授要目」に準拠した新たな指導方針を策定し、実行することであった。体操科の授業時数は5時間で、当時は適宜指導することとされた「撃剣及柔術」（剣道と柔道）を完全実施したこと、学期ごとに身体検査を実施しその成績を見て授業計画を立案・実行したことが特筆される。校友会ではスポーツの普及に努め、徒歩部（現・陸上競技部）、剣道部、游泳部（現・水泳部）の部長を兼任し、スケートの導入も図った。特に徒歩部は野口が自ら設立した部であり、マーフィーの本を手引きとして自身の競技力向上に向けて練習に励んだだけでなく、東京からスパイクシューズを数足仕入れて生徒に共用させ、ともに汗を流した。校内競技会では部長ながら100ヤード、400m、砲丸投、円盤投に「特別出場」して圧倒的な強さを見せて優勝するとともに、生徒に陸上競技への参加を促した。また野球害毒論の影響で中断していた長野県中等学校聯合運動会の復活に際して陸上競技を採用するよう尽力し、1917年（大正6年）10月15日・16日に長野中学校（現・長野県長野高等学校）で開かれた聯合運動会は、長野県における陸上競技大会の先駆けとなった。
選手としての野口は1916年（大正5年）7月20日から8月28日にかけて大日本体育協会（体協、現・日本スポーツ協会）が主催し、金栗四三らが指導した第2回夏期陸上競技練習会（千葉・北条）に参加し、途中で開かれた練習大会（8月13日）では走幅跳（18フィート5インチ≒5m61）と220ヤード（27秒4/5）で1位、棒高跳で2位、1マイルで3位と活躍した。9月2日・3日の第3回極東選手権（東京・芝浦）の予選会では十種競技に出場して優勝、日本代表の座を得た。当の極東選手権本番（1917年〔大正6年〕5月）でも十種競技で優勝して日本チームの優勝に貢献した。同年の日本選手権（鳴尾運動場）では棒高跳（3m）で優勝、五種競技と400m（55秒4）で2位に入賞した。
野口の松本時代はわずか3年間であったが、教え子の中から日本国内大会で上位を占める選手が現れるなど、長野県の陸上競技の黎明期を切り開き、発展の端緒を作る上で多大な貢献をした。野口本人にとっても、松本時代は若き教師時代の楽しかった思い出として胸に刻まれていたようである。

#### 帰京・五輪・現役引退（1918-1920）

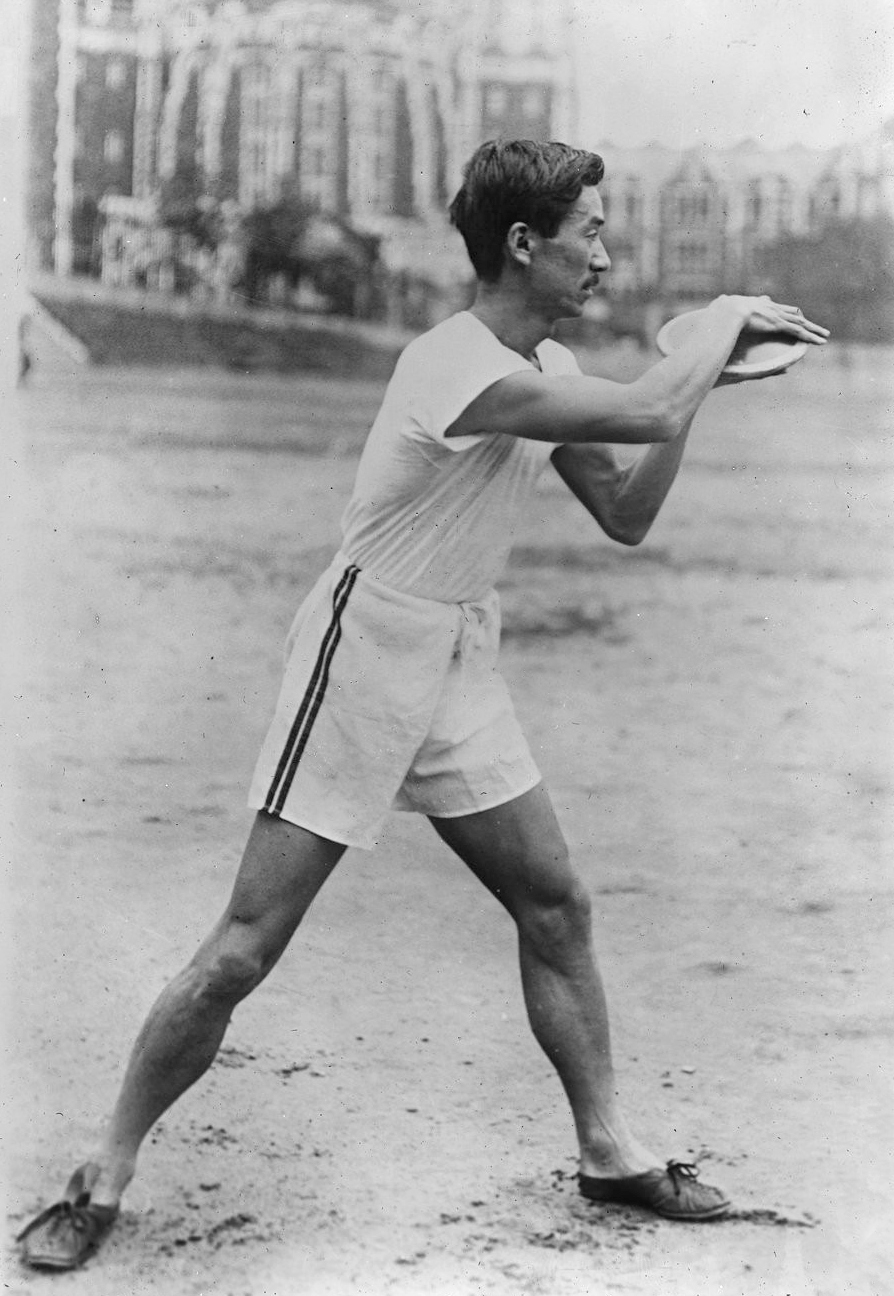
円盤投競技中の野口（1920年/31歳）

1918年（大正7年）4月1日、大日本体育協会の常務委員に就任したため、東京に戻った。その背景にはスウェーデン体操を中心に据えた「学校体操教授要目」に対する嘉納治五郎の不満があり、「学校体操教授要目」にスポーツを取り入れようと画策し、その第一に陸上競技を採用しようとしてその専門家として野口を呼び寄せたのであった。体協では嘉納が「羅針盤」、野口が「エンジン」と称されるほど、嘉納の側近として活躍した。1918年（大正7年）、金栗四三らと協議して全国学生陸上競技連合（現・関東学生陸上競技連盟）を設立し、翌1919年（大正8年）4月1日には東京高師体育科講師嘱託を兼任し、教師として母校に戻った。同年10月、埼玉県の小学校の運動会に審判として呼ばれた際に、車中で金栗・沢田英一（明治大学体育会競走部）と話し合い、翌1920年（大正9年）2月に第1回東京箱根間往復大学駅伝競走（箱根駅伝）を「四大専門学校対抗駅伝競走」として開催し、母校の東京高師が優勝した。この年、東京高師体育科講師となる。
1919年（大正8年）4月には翌年のアントワープオリンピックの予選会が開催され、東京第1次予選会に出場して十種競技で優勝、第2次予選会（駒場・東大農学部競技場）でも十種競技で優勝し、十種競技の日本代表に選出され、フィールド競技指導者養成の意味を込めて主将に任命された。同年8月の日本選手権では走幅跳で6m08を跳び2位になった。1920年（大正9年）のアントワープオリンピックでは開会式で旗手を務め、8月20日・21日に十種競技が行われ、当初29人出場したものの寒さと降雨で脱落者が相次ぎ、野口は右足腱痛に耐えながら最後まで競技を続行したが12位と振るわなかった。この時の記録は3669.630点で、金メダルを獲得したヘルゲ・ラヴランド（6803.355点）の半分ほどの点数であった。なお野口の登録名はGensabulo Noguchiであった。
野口ら日本代表の面々は、この闘いを永遠に忘れず、日本のスポーツ発展に尽くすことを誓い、「白黎会」を結成した。野口のアントワープオリンピック出場は、欧米体育の視察を兼ねており、往路は5月に横浜港を出港してアメリカ合衆国を横断してイギリスを経てベルギー入りし、復路はスウェーデン、ドイツ、フランス等を巡って陸上競技の専門書などを購入し、11月に日本に帰国した。総日数176日の長旅であった。アントワープオリンピックをもって野口の競技者生活は終止符となり、以後は指導者に徹するようになる。

### 指導者への道（1921-1941）
すでに松本中徒歩部や体協主催の夏期陸上競技練習会で指導実績を持っていた野口は、アントワープオリンピック以降、本格的に指導者人生を歩み始めた。1921年（大正10年）5月には第5回極東選手権（中国・上海）に日本選手団監督として随行、1922年（大正11年）5月には第6回極東選手権（大阪）で総務委員主事を務め、1924年（大正13年）にはパリオリンピック日本選手団監督を務め、イギリス・フランスの視察も行った。この間、1921年（大正10年）には体協主事に就任したほか、文部省師範学校中学校高等女学校教員検定試験（文検）委員に初めて委嘱された。1922年（大正11年）には日本国内外の文献・審判例を参考にまとめた『最新陸上競技規則の解説』を出版、9版を重ね、1923年（大正12年）4月には『オリムピック陸上競技法』を出版、28版も出たベストセラーとなった。『オリムピック陸上競技法』がこれほどまでに重版したのは豊富な写真とともに初心者にも分かりやすい陸上競技の解説が付されていたことに加え、文検の学習参考書として受検者が購入したこと、この本を携えて日本各地で野口が陸上競技に関する講演会や実技指導を行ったことが背景にある。野口の講習会には、後に日本人初のオリンピック金メダリストとなる織田幹雄の姿があり、ここで野口から褒められた織田は陸上競技に傾倒するようになった。新潟県刈羽郡では野口の講演要旨を『陸上競技の実際』と題した小冊子にまとめ、福井県師範学校（現・福井大学）体育研究室では野口の著書を抄録して『オリムピツク陸上競技法』を発行、教科書に採用した。
1925年（大正14年）4月1日、体協主事を退任、4月25日から東京高師教授として勤務し始め、高等官6等に叙せられた。同年10月には東京高師陸上競技部（現・筑波大学陸上競技部）の部長に就任した。この頃には東京高師体育科で派閥争いを繰り広げた嘉納治五郎・可児徳・永井道明・三橋喜久雄は退職しており、教師陣は大谷武一、二宮文右衛門、宮下丑太郎、佐々木等ら体育を専攻した東京高師出身者のみで占められていた。とは言え、まだ学校体育の中心は体操でありスポーツの地位は低いままであったので、野口はスポーツ畑の代表者として地位向上に励んだ。1926年（大正15年）には体育研究所技師を兼任し、『新制陸上競技規則解説』を出版、全日本陸上競技連盟（現・日本陸上競技連盟）から『国際陸上競技規則』（1928年〔昭和3年〕）が発刊されるまでに3版を重ね、陸上競技運営のバイブルとして陸上競技関係者に重宝された。この頃、二階堂トクヨが創設したばかりの二階堂体操塾（現・日本女子体育大学）でも、講師として教鞭を執っていた。
1928年（昭和3年）のアムステルダムオリンピックには陸上競技の選出役員として参加し、ドイツの体育視察と国際陸上競技連盟（IAAF）総会への出席を兼ねた。アムステルダム五輪では織田幹雄が三段跳で金メダル、人見絹枝が800mで銀メダルを獲得するなど活躍し、野口は出場した17人の日本人陸上競技選手の競技状況を『第九回オリンピック陸上競技の研究』にまとめた。同書はオリンピックに初めて採用された女子の競技についての詳細を掲載し、IAAFで議論された競技規則改正の内容をも盛り込み、最新情報を日本にもたらした。
1930年（昭和5年）、東京高師陸上競技部はチーム名を東京文理科大学陸上競技部に改め、引き続き野口が部長として率いた。1931年（昭和6年）、文理大は日本学生陸上競技対校選手権大会（日本インカレ）で念願の初優勝を成し遂げ、1941年（昭和16年）に中止となるまで優勝6回、準優勝3回を達成し、黄金期を迎えた。学外でも1930年（昭和10年）3月に大日本体育協会史編纂委員長に就任して協会史をまとめ上げたほか、1937年（昭和12年）に1940年東京オリンピックを見据えた日本陸上競技ヘッドコーチ、1939年（昭和14年）に全日本陸上競技連盟専務理事と大日本体育協会理事に着任している。野口はヘッドコーチとして日本代表候補を選定、指導陣の組織、合宿の開催、「オリンピック東京開催と国民の覚悟」と題した文章の執筆。アメリカから選手を招いて試合を行うなど着々と準備していたが、オリンピックの開催返上のため、すべて中断となった。

### 戦中・戦後の混乱・復興（1941-1949）

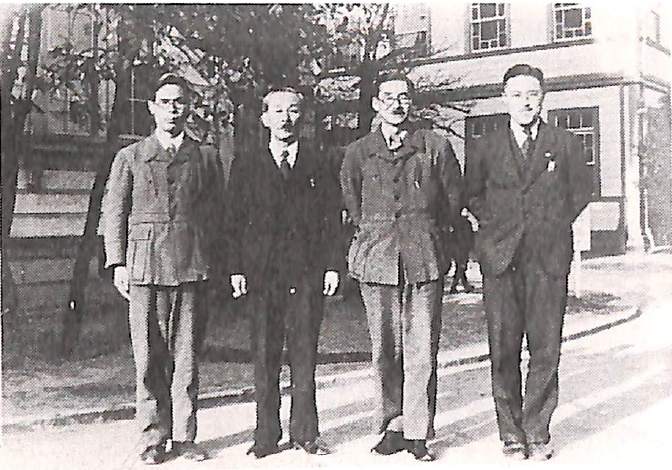
東京高師体育科の教師陣（1941年）
右から順に今村嘉雄、野口源三郎（52-53歳）、二宮文右衛門、浅川正一。二宮以外は東京高師・文理大陸上競技部のOB。二宮は東京高師体育科の主任教官であり、野口は二宮を補佐する役目を果たしていた。

日中戦争の先行きが不透明となる中、1941年（昭和16年）に文理大陸上競技部が所属していた大塚学友会は解散し、新たに大塚学園報国会が発足した。その中に「鍛錬部」が設けられ、陸上競技部は陸上競技班となった。この時、野口は部長職を下り、日本陸連・体協の理事職も辞して陸上競技の指導者としての第一線から退いた。日本インカレを主催していた日本学生陸上競技連合は1942年（昭和17年）に大日本学徒体育振興会に吸収され、野口は会長の橋田邦彦から幹事に委嘱された。この頃はまだ若干の専門学科を教授する時間があり、全学の全生徒・教員を対象とした国防鍛錬や、体錬科教授要目の改正に向けた研究などの業務に追われ、終電で帰宅することも多かった。1943年（昭和18年）には大日本体育協会から改称した「大日本体育会」で陸上戦技部参与と国防鍛錬部長に就任し、野口も戦時体制に組み込まれたが、心から体制に共鳴することはできず、複雑な心境で陸上競技が「陸上戦技」へと変貌していく様を見届けた。同年後半からは生徒ともに蒲田の日本特殊鋼（現・大同特殊鋼）工場へ勤労奉仕に派遣され、1944年（昭和19年）春まで勤務した。同年3月からは北多摩郡府中町の陸軍燃料廠（現・航空自衛隊府中基地）に配置転換となった。転属先の下士官や将校は生徒の意向を全く汲まない非民主的な取り扱いをしたため、野口は自ら監督責任を負うことを申し出て認めさせた。1945年（昭和20年）5月23日の空襲で渋谷の自宅と東京高師を焼失し、資料や写真をすべて失ったが、家族は避難していて無事であった。以後は焼け残った西田泰介邸にしばらく身を寄せることになった。府中で終戦を迎え、8月26日まで貴重品運搬の作業を続けた。
1945年（昭和20年）9月、大塚学園復興委員会が発足し、総務部に所属した。同年12月、大日本体育会の参与と評議員に就任、1946年（昭和21年）10月には東京文理大高師復興委員会の委員長となり、学校の立て直しに乗り出し、各種渉外などをこなして東京教育大学の設立に結び付けた。この際、野口は東京教育大学に日本初の体育学部の設立を目指し、学部新設を勝ち取ったが、東京高師体育科だけでは規模が小さかったため、東京体育専門学校と統合して学部設置を実現した。また学長選挙では文部省と太いパイプを持つ柴沼直を推して当選させ、速やかな大学の復興の契機を作った。1947年（昭和22年）3月には日本陸上競技連盟顧問となる。1948年ロンドンオリンピックに日本が参加することは認められず、戦中・戦後の陸上競技の停滞により、日本の陸上競技は10 - 20年前の水準に戻ってしまったと野口は感じた。この頃、野口は故郷・深谷の親戚の家に身を寄せており、毎日満員電車に揺られて数時間かけて通勤していた。
東京高師の復興を進める裏で、野口は学校体育の復興にも尽力し、「学校体育指導要綱」・「学習指導要領体育編」の策定に委員として参画したほか、1948年（昭和23年）の最後の文検で体育の主査を務め約800人の最終合格者を出し、教育現場に送り出した。私生活では1948年（昭和23年）8月に渋谷区神泉町の旧居跡に自宅を再建した。

### 大学教授と晩年（1949-1967）
1949年（昭和24年）4月15日、日本体育指導者連盟（現・日本学校体育研究連合会）の副会長となり、同年8月31日には、東京高師教授と兼任で東京教育大学の教授に就任する。翌1950年（昭和25年）11月24日には東京教育大学体育学部長兼東京体育専門学校校長に就任するも、定年のため1951年（昭和26年）3月31日にどちらも退官している。翌日4月1日より埼玉大学教育学部教授に、5月21日より順天堂大学体育学部の教授も兼任した。スポーツマンであった野口はこの頃、現役時代と同じ体重60 kgを維持しており、テニスも十分できる体力を維持しており、新たな職場での勤務に決意を新たにした。
埼玉大教授としては教育学部長を1953年（昭和28年）9月1日から務めたほか、附属小・中学校の拡張に尽力し、第3回関東甲信越大学体育大会の開催のため浦和市（現・さいたま市）から土地を無償借用し、針ヶ谷に陸上競技場を新設することに奔走した。順天堂大学では1952年（昭和27年）に陸上競技部を創部して初代部長に就任、1959年（昭和34年）4月30日には大学評議員に就任した。陸上競技団体では、1952年（昭和27年）に日本学生陸上競技連合顧問、1955年（昭和30年）6月10日に東京陸上競技協会顧問、1957年（昭和32年）1月に日本学生陸上競技連合副会長および関東学生陸上競技連盟会長に就任している。
1957年（昭和32年）9月1日、埼玉大学教授を退官し順天堂大学教授専任となる。同年、埼玉県に寄付を寄せ、この資金を元手に「野口記念体育賞」が設定された。順天堂大学教授時代にもスポーツ・陸上競技の専門家として、スポーツ人口調査委員会委員長（1958年〔昭和33年〕）、日本陸上競技連盟オリンピック東京大会競手強化本部顧問（1961年〔昭和36年〕）、東京都スポーツ振興審議会会長（1962年〔昭和37年〕）、第22回国民体育大会埼玉県実行委員会顧問（1965年〔昭和40年〕）を歴任、母校・東京高師の同窓会である茗渓会では5代目理事長を務めた。
最晩年の研究は日本の陸上競技史を学校別に明らかにしようとするもので、第1弾として取り組んだのは札幌農学校（現・北海道大学）であった。野口は札幌市に足しげく通って貴重な資料を多数収集した。1966年（昭和41年）1月、大谷武一が亡くなり、遺体と対面した際に「たった1人の体育の先輩をなくしてしまった。次は私ですね」と発言した。翌2月に前立腺疾患のため順天堂大学医学部附属順天堂医院に入院、手術は成功して5月の関東学生陸上競技対校選手権大会をスタンドで観戦、成績低迷期にあった東京教育大陸上競技部に赴いて選手を激励する演説をするまでに回復した。しかし5月下旬には軽い脳軟化症（脳梗塞）の発作が出たため順天堂医院に再入院、床に伏してからは協力者の助力を得て「我が国に於ける初期の陸上競技史に関する研究（1） 北海道大学の巻」という論文をまとめた。入院初期の頃は思考力・記憶力とも正常で、逆に見舞い客を激励していたが、末期には意識が朦朧とし、研究を気にかけて「北海道」・「奈良岡」とうわ言をつぶやいていた。
1967年（昭和42年）3月16日午前11時、脳軟化症のため逝去、78歳であった。日本のスポーツ界では1967年（昭和42年）に入ってから津島壽一、高石真五郎、唐沢俊樹と重鎮が相次いで亡くなっていた。葬儀は肌寒い雨の中自宅で行われ、順天堂大学による大学葬が青山葬儀所で3月28日に営まれた。戒名は白黎院転輪法浩日源居士。野口は生前、従四位を受位していたが、死後従三位に昇位した。

## 人物
東京文理科大学陸上競技部の出身である体育学者の今村嘉雄は、野口について「スポーツ草創期から戦前の全盛期にかけて、スポーツ人として更には大学教授として最も恵まれて活躍した人物」と評している。
体育・スポーツ分野で活躍した一方、最初から体育・スポーツの道を歩もうとしていたかは不明である。例えば、次のようなエピソードがある。
1. 官僚を目指し高等文官試験の受験準備をしていた時期があった
2. 一旦は小学校教師になった
3. 東京高師の受験が本試験ではなく欠員募集であった

野口自身はこのことについて、青年団を巡る校長との対立で故郷を離れたかったことと、スポーツに自信があり自分の好きな道に進もうと思ったことが重なった結果であると語っている。また進学先の東京高師の校長が嘉納治五郎であったことから、自然とオリンピックへ関わるようになったと振り返っている。自身が「日本の体育をいかんせん」など高邁な理想を持って体育の道に進んだわけではなかったため、教授になって入学試験で面接官を務めた時に、受験生が志望動機をうまく答えられなくとも不思議ではないし、堂々と理想を語れなくても良いと考えていた。それよりも大事なことは、その道に踏み込んだ以上は精進することであると述べている。

### 私人として
野口は「白黎生」を号（ペンネーム）とした。これはアントワープオリンピック出場者で結成した白黎会に由来する。白黎会とは、ベルギーの漢字表記「白耳義」から「白」、「黎明」という言葉から「黎」の字を取ったものであり、陸上競技日本代表選手が誰1人入賞できず、0点だったことをかけた名前でもある。後進の育成に対する思いと、スポーツも社交界に出て交歓すべしという、野口の考えから生まれた会であった。白黎会のメンバーはオリンピックから帰国後、Hの字が入った揃いのトレーニングシャツを着てスポーツを楽しんだ。戒名「白黎院転輪法浩日源居士」にも白黎の文字が入っているのは、野口の生前の希望によるものである。
私生活では1917年（大正6年）に生駒豊子と結婚し、2男2女を授かっている。晩年の野口は、妻への恩返しとしてよく夫婦で旅行に出かけていた。子供に対しては「理解のあるパパ」であり、トランプで一緒に遊ぶ時にはねじり鉢巻きをして勝負に挑み、負けた時には罰ゲームでコーヒーを淹れたり、菓子を買いに行ったりしていた。渋谷・神泉町の自宅では家庭菜園を楽しみ、イチゴ・ブドウ・イチジク・モモなどを栽培していた。仕事も家庭もうまくいっていたため、やっかみ的な批判を浴びせる人もいたという。幸福な生活が周囲に知られた一方で、死の数日前には母の愛を知らないさみしさを付き添いの人々に語ったといい、人知れず苦悩を抱えていた一面もある。

#### 初恋の思い出
野口の初恋は、深谷高等小学校の在籍中であった。背の低かった野口は教室中央の前方に席があり、周りには女子児童が座っていた。その中に野口よりも成績の良い女子がおり、次第に憧れを抱くようになった。思いを伝えることなく学校を卒業し、野口は埼玉県師範学校へ、意中の女性は埼玉県女子師範学校へ進学し、路上ですれ違うことはあってもお互いにちらっと見るだけで声をかけることはなかった。
そんなある日、意を決して手紙を出し、返事は来たが父親に見られて叱られてしまい、以後音信不通となった。そしてスポーツに熱中することで次第に色恋沙汰への関心を失っていった。それから年月が過ぎ、1932年ロサンゼルスオリンピックの当日プログラムをNHKラジオで野口が解説する仕事をしていると、初恋の女性から「毎朝あなたの解説を聴いている。小学校時代のおもかげが偲ばれて懐かしい。」という内容の手紙が届いた。野口は小学校時代の美しいイメージのままにしておきたいとの気持ちから、その女性に会いに行くことはしなかった。
この初恋経験は、野口が順天堂大学で日本のスポーツ発達史を講義している途中に、テニスを通して皇太子（現・明仁上皇）と正田美智子（現・上皇后美智子）が親しくなった話をした時に、学生から野口自身の恋愛経験を問われて語っている。野口は、講義中に恋愛経験を語ることは、学生からすれば「授業の脱線」に思えるが、実は教師の持つ人生観と学生の考え方の接触を図る好機であるとし、「計算に入れての脱線」だと主張している。なお、豊子夫人との馴れ初めについてはノーコメントとしている。また『青年心理』という雑誌でも埼玉師範時代の思い出とともに初恋の経験を綴っているが、そこでは「語るに足るほどのものではないが、しかしわたくしとしては淡々としておりながらも想い出が深い。」と結んでいる。

#### 性格・交友
宴会などでどれだけ夜遅くなろうと、必ず翌朝4時に起床し、読書や研究を始め、午前9時には予定した1日の仕事をすべて片付けてしまった。本人は「これが積もれば私のような凡人でも何とかなる」と書いている。もっとも夜はめっぽう弱く、20時には生返事になり、21時にはいびきをかき始めるという状態であった。
服装へのこだわりが強く、身に付けるものは下着も含めてすべて自分で選び、妻にも口出しさせなかったという。これは単なるおしゃれのためではなく、体育指導者は青年が憧れるような存在でなくてはならない、というポリシーによるものであった。
非常に几帳面な性格で、大正時代から死の直前まで毎日欠かさず日記を付け、日々の雑事や金銭のやり取りのみならず、その日にあった果物の1個・菓子の1個に至るまで事細かに記していた。この日記は容態が悪化するまで英語で付けていた。そのうち1947年（昭和22年）12月20日から1957年（昭和37年）12月31日までと1966年（昭和41年）1月1日から死の6日前の1967年（昭和42年）3月10日までの計12冊の日記帳が死後に野口の長男から筑波大学に寄贈され、体育スポーツ資料室が保管している。死期を悟った野口は「私ほど幸福なものは他にはありません」と浅川正一に書き残している。また複数の新聞を読んでスクラップブックを作っていた。
周囲の人からは「源さん」と呼ばれて親しまれた。知識豊富で交友の幅が広く、年を経るごとに交友と社会活動の幅を広げていった。埼玉県師範学校では「SH会」、松本中学校では「三源会」、アントワープオリンピックでは「白黎会」と、親しい間柄で多くの会を結成していた。野口の人格は少年時代に修練した剣道と、東京高師以来の嘉納治五郎からの薫陶によって形成された。また学生と教師を交互に繰り返しながらステップアップしていった苦労人であることが、他者への細やかな配慮につながった。見た目は厳格そうであったが、話してみると親しみやすい人物であり、若い頃の苦労話や武勇伝を語ることで親近感をわかせた。また他人を引きずり落としたり陥れるような小手先の細工を使うようなことはなく、意見が対立した時は相手の言い分をよく聞き建設的で協調的な態度を取った。沢田一郎は、良い意味で野口に東京高師出身者らしさが全然なかったと評している。
多くの教え子から慕われ、東京教育大の教え子は退官時に記念のお金を贈り、埼玉大の教え子は野口の胸像を大学構内に立てた。胸像の除幕式では、像建立のお礼とともに初めて公の場で妻にお礼を述べ、出席者一同を感動させたという。なお、野口の胸像は大学構内に現存し、埼玉大の「知る人ぞ知る見どころ」となっている。

#### 野口と松本
野口は若き日の3年間を松本市で過ごしている。松本中学への赴任は嘉納治五郎の推薦によるものであった。同時に松本中学へ赴任した教師には野口を含めて3人の「源三郎先生」がいたことから、3人は意気投合して「三源会」を作って共に学校業務をこなしたり酒を酌み交わしたりする仲になった。浅間温泉の近くに宿をとって生徒数名を連れた勉強合宿を開き、2階が抜けそうになるほど激しい相撲をとったことがある、豊子夫人と結婚する、など野口の松本時代には楽しい思い出が多く残されている。
死を目前にした時、蕎麦や信州の赤魚を食べたいとつぶやいたことは、野口にとって松本での生活がいかに充実していたかを物語るものである。

### 選手として
長距離を走っているとゴール直前で腹が減る、という妙な癖が付きまとい、1911年（明治44年）春の校内長距離競走では優勝を目前にした残り500 mの地点で近くの民家に飛び込んで給水し、6位になってしまった。同年11月19日の羽田の予選会でも復路の鶴見付近で空腹に襲われ近くの駄菓子屋に駆け込み、パンをつまみ食いしようとして店の老婆に叱られるという経験をしている。このように最初は長距離やマラソンを指向していたが、十種競技に転向して成功し、「陸上日本にこの人あり」と言われるまでの選手に成長した。野口は陸上競技の世界に入るきっかけとなった羽田の予選会の経験をよく教え子に語り聞かせていた。
長距離走から始めた陸上競技であったが、「万能」を目指して十種競技に転向した。アントワープオリンピック出場時、野口は30歳を超しており、その年になって苦手なハードル走に立ち向かう苦しさを『第七回オリンピック陸上競技の印象』に書き留めている。同書には、十種競技の各種目を終えるたびに参加選手同士で親しみが増した、という感想も書かれている。明治神宮外苑競技場の開場式では、モーニングコートをまとって大正天皇を競技場へお迎えすると、すぐにユニフォームに着替えて棒高跳の天覧演技として3mを跳び、会場の大きな拍手を集めた。
東京高師在学中は陸上競技だけでなく、剣道や水泳でも才能を発揮していた。剣道は幼少期から練習を積んでおり、疎開先の青年に乞われて剣道指導を行った。東京高師では高野佐三郎から剣道を学び、剣道部にも加入して在学中は東京高師の大将を務めた。水泳は本田存師範の厳格な指導を受け、教え子の中で1番優秀であったといい、本田の命で水泳指導に赴いたこともある。

### 指導者・研究者として
野口が指導者となった頃は日本語で読める陸上競技の指導書はほとんどなく、松本中ではマーフィーの本を片手に、指導者と選手を兼ねて日が暮れるまで生徒と練習した。アントワープオリンピックを経験した後は国際的感覚を身に付け、以前に増して物腰が柔らかくなり、観察の視野が広がった。研究成果がまとまると、すぐに本や論文にして発表することで選手の便宜を図り、折を見ては実地指導に出かけ日本中を飛び回り、野口の選手引退後に現れた日本の陸上競技選手はみな直接間接に野口の薫陶を受けたと言われる。陸上競技講習会で初めて出会った織田幹雄とは終生交流があり、野口は織田を激励し続けていた。野口はアントワープオリンピックから数えて17年後に日本の陸上競技が国際水準に達すると予言し、この予言を達成すべく選手育成に努め、ちょうど17年後の1936年ベルリンオリンピックで日本の跳躍選手が多数メダル獲得や上位入賞を果たし、的中させた。
野口の1歳年上である大谷武一とは互いに影響し合うライバル関係にあった。大谷が主に「学者」として名を馳せたのに対して、野口はスポーツマン、スポーツリーダー、スポーツ評論家として活躍した。野口と大谷の出会いは、野口が東京高師に入学した1911年（明治44年）の新入生歓迎会の席で、大谷が上級生代表として激励の言葉を送ったときであった。野口は大谷の葬儀において友人総代として弔辞を読んでいる。河野一郎とは、野口が体協理事を退任する契機となる13校問題で激しく争った間柄であったが、紫綬褒章や勲三等瑞宝章の受章には河野の陰の力があったと伝わる。
自分に厳しく責任感が強い人物であり、任務遂行のためには「執念」とも言えるほどの努力を惜しまず、何人にも妥協を許さなかった。安住の地にあぐらをかくようなことはせず、常に新しいものを求めて前進を続けたが、「野心家」という言葉は似合わなかった。体育学の教員には自らを律して真剣に学問に取り組むよう諭し、自身の講義に15分以上遅刻した学生を教室に入れなかったという。野口に師事しようとする者は誰でも受け入れる寛大な性格で、指導者としては極めて穏やかであったと織田幹雄は述懐しており、うまくできなくても悪く言うことはなく、「もう一度やってみたまえ」と優しく声をかけた。こうしたことから、一般の学生からは「スポーツ選手には温情を示すが、一般学生には冷たい」と評されることがあったが、教え子の今村嘉雄は「見当外れの評」と述べている。スポーツ社会学者の森川貞夫は、野口が戦前・戦中に急進的な日本主義スポーツ論を展開した東京高師出身者の代表であるとし、戦後反省や戦争責任の自己批判をすることなく、戦後も体育・スポーツ界に君臨したことを批判している。
浅川正一は野口を禅僧にたとえた。穏やかに漂うスポーツマンシップと行政的手腕を持った野口であったからこそ、体協で嘉納治五郎と岸清一の2代にわたって会長を補佐できた。嘉納会長時代の体協は、大会を開いても入場料を徴収するという発想がなかったため経済的に困窮しており、野口は頻繁に商人に追いすがられた。そんな野口も体育を侮辱する者には烈火の如く怒り、東京高師の教授会の席で平然と体育を侮辱した教授に対して「体育を侮辱するなら吾等の宝刀を抜く」と言って椅子を振り上げた、というエピソードがある。これ以降、教授会で体育を侮辱するような発言は出なくなったという。
野口の研究成果は陸上競技に関するものが多いが、学校体育にも強い関心を寄せ、学習指導要領に掲げられた「社会性の育成」という体育の目標が現場でどう果たされているか、指導要領で水泳が正課に入っているが体育教師にその指導力が十分備わっているか、という研究課題を実際の学校現場に出かけて調査し、解明している。野口のスポーツ観は嘉納治五郎に通ずるものであり、スポーツを通して人間形成をするというものであった。このためレクリエーションスポーツではなく教育的スポーツを重視し、プロスポーツではなくアマチュアリズムを説き、運動選手は身体強壮、品行方正、学業忠実を遵守すべしとした。
また野口の陸上競技研究は、原理の研究批判というよりも、原理をいかに実践するかという研究であり、科学と実践の橋渡しをするものであった。野口のこの研究態度は東京教育大を経て筑波大学陸上競技研究室に引き継がれており、基礎科学とは異なる「まず実践」の精神が生きている。

## 業績
順天堂大学体育学部がまとめた野口の執筆図書・論文・寄稿等は全244篇に及ぶ。これらの膨大な著作はすべて朝4時に起床して朝9時までに仕上げたものである。日本の陸上競技の黎明期は指導者も指導書も圧倒的に不足しており、野口は研究成果がまとまるとすぐに書籍や論文として公表し、競技者の利用に供した。特に体協の機関誌『アスレチックス』で陸上競技関係の記事を多数担当し、野口が理事を務めた体育学会（東京高師の内部組織）の機関誌『体育と競技』でも多くの論文を掲載している。著作数が多いだけでなく、その文章表現は「麗筆」と讃えられ、野口の著書を読んでオリンピックを志した選手も少なくない。順天堂大学体育学部紀要編集委員会は野口の代表論文として「スポーツマンシップと教育問題」と「投擲技（砲丸投）に於けるウォーム・アップ開始時間に就いて」の2本を挙げ、『順天堂大学体育学部紀要第10号』に再録している。

### 著書
- 『オリムピック競技の実際』大日本体育協会出版部、1918年、605頁。全国書誌番号:43029083[40]
- 『第七回オリンピック陸上競技の印象』中文館書店、1921年5月22日、334頁。全国書誌番号:43032280[40]
- 『「オリンピア」への旅』改造社、1924年、396頁。全国書誌番号:43039147[40]
- 『最新陸上競技規則の解説』ヘルメス社、1922年7月26日、64頁。全国書誌番号:43031428[40]
- 『新制陸上競技規則解説』ヘルメス社、1926年10月25日、143頁。全国書誌番号:43045148[40]
- 『オリムピック陸上競技法』目黒書店、1923年4月30日、545頁。全国書誌番号:43038727[40]
- 『オリムピアの印象』目黒書店、1925年4月28日、522頁。全国書誌番号:43049831[54]
- 『陸上競技法』目黒書店、1928年、498頁。全国書誌番号:47018077
- 『第九回オリンピック陸上競技の研究』目黒書店、1929年4月、284頁。[54]
- 『陸上競技指導法』一成社〈学校体育文庫第9巻〉、1931年2月。[48]
- 『競技運動の心理』目黒書店、1931年5月、423頁。全国書誌番号:46081526[48]
- 『中学校の競技』成美堂〈現代学校体育全集 第2部男子中等学校篇 第4巻〉、1938年5月。全国書誌番号:46051001[48]
- 『学校遊戯及競技〔走・跳・投〕』目黒書店、1938年6月10日、423頁。全国書誌番号:46048086[48]
- 『新集団競技法』目黒書店、1939年6月10日、196頁。全国書誌番号:46059023[48]
- 『新体育の理論と実際 理論篇』国民教育社、1948年2月。全国書誌番号:49007946[95]
- 『学校体育指導要綱解説 陸上競技篇』目黒書店、1947年10月。全国書誌番号:48014088[48]
- 江尻容 共著『校内競技の組織と運営 米国の校内競技』国民教育社、1948年10月、238頁。全国書誌番号:48015411[86]
- 『オリンピックの知識』金子書房、1950年9月、360頁。全国書誌番号:50006197[86]
- 『オリンピック』金子書房〈教養文庫〉、1951年11月、221頁。全国書誌番号:52001801[86]
- 野口源三郎遺稿集刊行会 編『野口源三郎遺稿集』不昧堂書店、1969年4月、1733頁。全国書誌番号:71010181[48]

### 受章・名誉称号
- 1933年（昭和8年） - 全日本陸上競技連盟 功労章[48]（第1号[8]）
- 1942年（昭和17年） - 大日本体育協会体育特別功労賞[116]
  - 大日本体育協会を戦時体制に対応した大日本体育会に改組するにあたり、従来の人員を整理するために野口を受賞させたものと本人は認識していた[72]。
- 1952年（昭和27年）2月15日 - 東京教育大学・東京高等師範学校名誉教授[7]
- 1957年（昭和27年）9月20日 - 埼玉大学名誉教授[7]。
- 1955年（昭和30年）10月23日 - 日本陸上競技連盟 第1回秩父宮章[7]
- 1956年（昭和31年） - 順天堂大学陸上競技部名誉部長[48]
- 1960年（昭和35年）11月3日 - 紫綬褒章[7][37]
  - 長年にわたる日本の体育振興への貢献に対しての受章[8]。
- 1964年（昭和39年）11月3日 - 従四位[37]、勲三等瑞宝章[7]
- 1967年（昭和42年） - 従三位[37]

## 野口が登場する作品
大河ドラマ『いだてん〜東京オリムピック噺〜』（2019年、NHK）
演者は永山絢斗。フィクションながら金栗四三とともにオリンピック予選でマラソンに出場、アントワープオリンピックで主将を務め、体協理事となったことなど多くの史実が描かれる。野口を演じた永山は、野口の故郷・深谷市で開かれた「ふかやシティハーフマラソン」で2019年（平成31年）3月にスターターを務めている。